# Gilbert Buddemeijer
Gilbert Buddemeijer (Tilburg, 12 maart 1904 - Wassenaar, 15 oktober 1960) was een Nederlandse voetballer, club- en bondsbestuurder, plaatsvervangend kantonrechter en advocaat en procureur.
Als midvoor speelde Buddemeijer tussen 1925 en 1931 voor Willem II. Tot 1945 was hij vicevoorzitter en van 1932 tot 1933 voorzitter van de voetbalclub in Tilburg. Ook nam hij deel in het Zuidelijke Districtselftal van de K.N.V.B.
Tijdens zijn voetbalcarrière studeerde hij rechten aan de Rijksuniversiteit Utrecht. Hij slaagde voor zijn kandidaatsexamen op 10 oktober 1924, studeerde af in 1927 en werd daarmee tijdens zijn actieve voetbalcarrière meester in de rechten.
Na de Tweede Wereldoorlog bleef hij, tot aan zijn dood, belangrijk voor Willem II als o.a. juridisch adviseur en in verdere bestuursfuncties. Ook was hij bij de K.N.V.B. lid van de Commissie van Beroep van de afdeling Noord-Brabant.

## Privéleven
Gilbert Buddemeijer was een zoon van Paul Buddemeijer (1873 - 1959) en Agnes Vincent (1882 - 1966) en deel van een lokaal bekende deurwaardersfamilie. Het gezin woonde in een zelfgebouwd pand aan de Tuinstraat 42-44 te Tilburg. Rond 1927 vestigde Buddemeijer zich als advocaat en procureur aan de Nieuwlandstraat 6 te Tilburg. Hij had twee broers, Gerard Rudolf en August, en een zus, Betty.
Gilbert Buddemeijer trouwde op 16 mei 1930 met Johanna Phelemina Constantia (Anny) Sanders, te Oisterwijk.
Buddemeijer overleed op 15 oktober 1960 te Wassenaar op 56-jarige leeftijd, na een kort ziekbed. Hij werd enkele dagen later (op de 19e) begraven in Tilburg onder grote belangstelling, met aanwezigen uit zowel vertegenwoordigers uit de sport als de rechterlijke wereld.

## Wetenswaardigheden
- Door zijn snelheid werd hij bekend als ‘den Bud’, een bijnaam waaronder in Tilburg ook zijn grootvader, vader en twee broers bekend waren. Zijn opvolger bij Willem II, Nico van Ham, werd daardoor door supporters ook ‘Budje van Ham’ genoemd. Ook andere spelers werden later nog als ‘den Bud’ bestempeld.[21]
- In het seizoen 1929/1930 scoorde Buddemeijer in de reguliere competitie 20 doelpunten en is tot op heden het 11e trio spelers in de geschiedenis van Willem II sinds 1896 wat ieder minstens 10 doelpunten of meer scoorde.
- Buddemeijer was enige jaren penningmeester van de R.A.C. Zuid (Regionale Autoclub).[22]
- Buddemeijer speelde bij T.C.C. (Tilburgse Cricket Club) o.a. in de 2e klasse Zuid.[23][24]